# Jean Léonard Marie Poiseuille
Jean Léonard Marie Poiseuille (Parigi, 22 aprile 1797 – Parigi, 26 dicembre 1869) è stato un medico, fisiologo e fisico francese.
Lo studio della pressione del sangue lo portò a ricerche più generali sulla viscosità dei liquidi in moto in tubi capillari.
Si parla di regime di Poiseuille per liquidi in moto con piccole velocità in tubi capillari per i quali vale la legge di Hagen-Poiseuille.

## Opere
- (FR)  Recherches sur la force du coeur aortique (1828)
- (FR)  Recherches sur les causes du mouvement du sang dans les vaisseaux capillaires (1839)
- (FR)  Recherches expérimentales sur le mouvement des liquides de nature différente dans les tubes de très-petits diamètres Annales de chimie et de physique (3e série) 21, p. 76 (1847).